# Фундаментальна бібліотека Харківського національного аграрного університету ім. В. В. Докучаєва
Фундаментальна бібліотека Харківського національного аграрного університету ім. В. В. Докучаєва (ФБ ХНАУ ім. В. В. Докучаєва) – найдавніша книгозбірня серед аграрних закладів вищої освіти України.

## Історія
Бібліотеку засновано 1816 року разом з Університетом за указом імператора Олександра І про створення першого в Російська імперія та одного з перших в Європі вищого сільськогосподарського навчального закладу – Маримонтського інституту землеробського господарства у передмісті Варшави (Польща). У рік відкриття бібліотеки її книжковий фонд становив 250 примірників книг польською, німецькою та французькою мовами. У 1840 р. до інституту приєднано Варшавську лісову школу й заклад став іменуватися Маримонтським інститутом сільського господарства та лісівництва.
У 1862 р. інститут переведено до Нової Олександрії (нині м. Пулави) Люблінської губ. Заклад розмістився в колишньому палаці князя Чарторийського, другий поверх якого зайняла бібліотека. Її фонд складали бібліотеки Маримонтського інституту та Варшавської реальної гімназії. На середину 1870-х рр. в основному фонді налічувалося 7056 примірників книг. Із 1879 р. до бібліотеки регулярно надходили праці Московського, Київського, Новоросійського, Варшавського, Дерптського університетів, Петровської землеробської академії, багатьох товариств природодослідників, а також книжки від приватних видавців.
Велику роль у розвитку Ново-Олександрійського інституту відіграв відомий учений-природознавець В. В. Докучаєв (1846–1903), який протягом 1892–1895 рр. був тимчасовим керівником вишу.  Частину своєї службової квартири науковець віддав для облаштування студентської читальні. За часів його керівництва в обмін на «Записки» інституту та інші наукові праці вишу було налагоджено отримання численних видань земств із різних губерній Російської імперії та періодичних видань аграрної тематики від казенних установ і наукових товариств.
У 1893 р. на запрошення В. В. Докучаєва посаду бібліотекаря обійняв геолог, педагог, професор М. Й. Криштафович (1866–1941).  Своєю плідною науковою діяльністю він сприяв перетворенню Ново-Олександрійського інституту на один із головних російських центрів із геологічних досліджень, а також став засновником галузевої бібліографії з мінералогії, геології і стратиграфії. Це стало можливим після заснування М. Й. Криштафовичем журналу «Ежегодник по геологии и минералогии России» (1896–1916), що мав виразне бібліографічне спрямування.  М. Й. Криштафович керував книгозбірнею понад 20 років. Був учасником Першого Всеросійського з’їзду з бібліотечної справи у Санкт-Петербурзі (1911). Ново-Олександрійський період існування інституту тривав до 1914 р. За цей час бібліотека перетворилася на книгозбірню з багатим і цінним зібранням літератури з природничих наук (насамперед з геології) і сільського господарства..
Із початком Першої світової війни інститут евакуювали до Харкова. Рада інституту ухвалила рішення про розподіл фонду на дві частини: усі видання польською мовою та чужомовні, придбані до 1873 р., залишено в Польщі, а всі російськомовні видання та чужомовні, придбані після 1873 р., перевезено до Харкова. До фонду бібліотеки надійшли наукові праці колишніх і тогочасних провідних викладачів інституту: В. В. Докучаєва, К. Д.  Глінки, М. М. Сибірцева та ін. Також до бібліотеки надійшло зібрання книг Агрономічного кабінету Імператорського Харківського університету (нині – Харківський національний університет імені В. Н. Каразіна). Після закінчення воєнних дій Ново-Олександрійський інститут, згідно з постановою РНК УСРР від 26 березня 1921 р., було перейменовано на Харківський інститут сільського господарства і лісівництва та залишено у Харкові.
У 1930-ті рр. бібліотека набула статусу фундаментальної. У роки Другої світової війни бібліотека, як і інститут, продовжила свою діяльність в евакуації. Основну частину фонду було законсервовано, а необхідну для навчального процесу літературу перевезено до м. Каттакурган (Узбекистан). У жовтні 1944 р. інститут та його бібліотека повернулися до Харкова і поновили свою діяльність.
Після 1946 р. інститут швидко став одним із провідних навчальних закладів аграрного профілю в СРСР. На кінець ХХ століття фонд книгозбірні становив майже 500 тис. примірників. Із 1977 р. й дотепер вона має статус головної бібліотеки методичного об’єднання сільськогосподарських бібліотек Харківського регіону.
У 1961 р. ухвалено рішення про перебазування інституту на територію науково-дослідного господарства «Комуніст» під Харковом, де протягом 1969–1978 рр. велося будівництво нових корпусів. Після завершення будівництва нової споруди бібліотеки влітку 1989 р. розпочалося поступове перебазування її основного фонду до навчального містечка, яке повністю завершилося влітку 2005 р. Напочатку 2010 р. фонд бібліотеки збільшився до 600 тис. примірників.
Протягом 205-річної історії Фундаментальної бібліотеки ХНАУ ім. В. В. Докучаєва зусиллями кількох поколінь її працівників сформовано і примножено книжковий фонд, який нині є справжньою скарбницею друкованих зібрань, що мають культурне, історичне та наукове значення як для аграрної науки, так і для національно-культурного потенціалу України.

## Назви

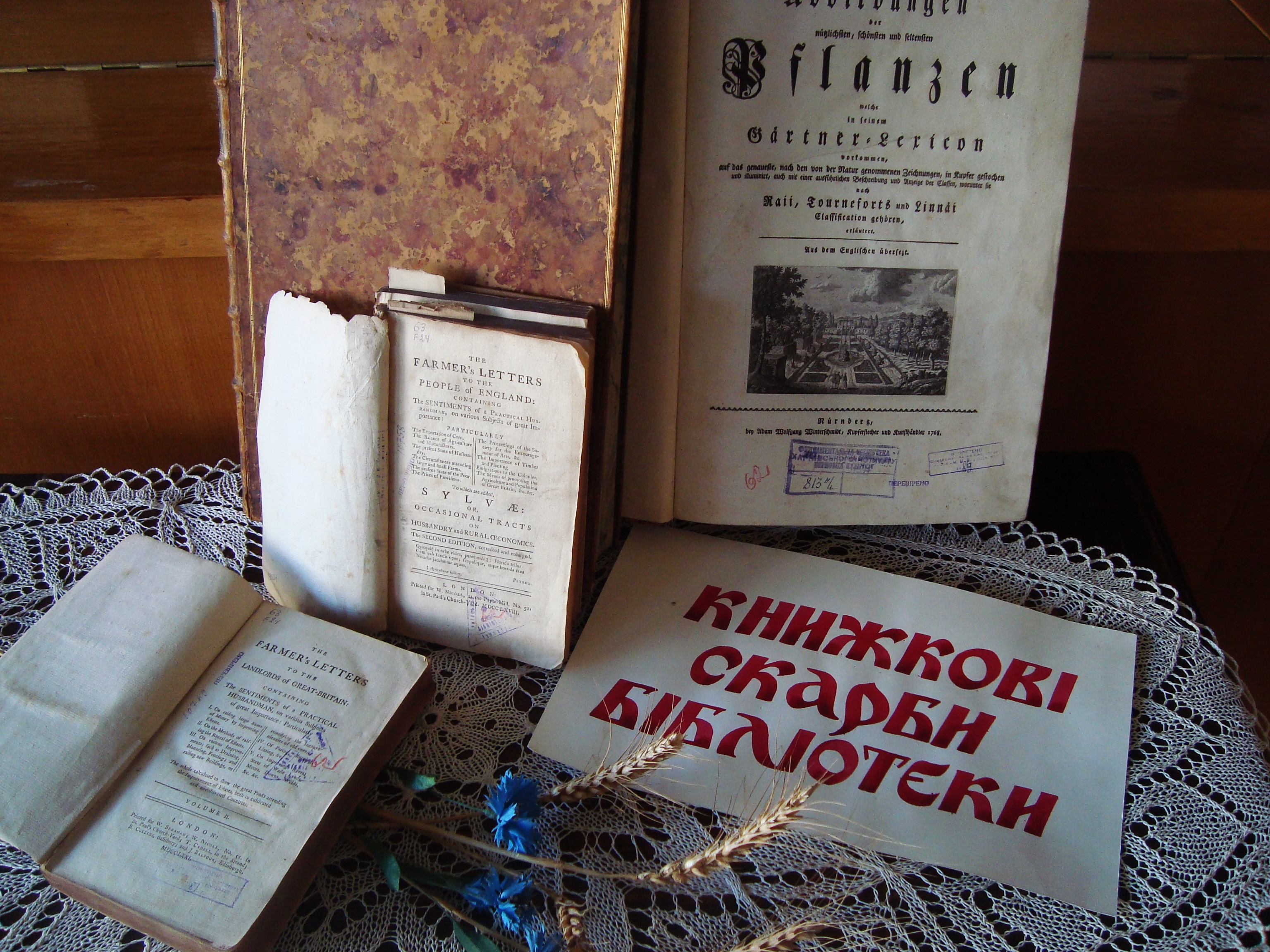
Іноземні стародруки XVIII століття з фонду Фундаментальної бібліотеки

- Іноземні стародруки XVIII століття з фонду Фундаментальної бібліотекиБібліотека Маримонтського інституту землеробського господарства (1816–1840, Польща)
- Бібліотека Маримонтського інституту сільського господарства і лісівництва (1840–1861, Польща)
- Бібліотека Політехнічного і землеробсько-лісного інституту у Ново-Олександрії (1862–1869, Польща)
- Бібліотека Ново-Олександрійського інституту сільського господарства і лісівництва (1869–1914, Польща)
- Бібліотека Ново-Олександрійського інституту сільського господарства і лісівництва (1914–1921, Харків)
- Бібліотека Харківського інституту сільського господарства і лісівництва (1921–1930, Харків)
- Бібліотека Харківського інституту зернового господарства (1930–1934)
- Фундаментальна бібліотека Харківського сільськогосподарського інституту (1934–1946)
- Фундаментальна бібліотека Харківського сільськогосподарського інституту ім. В. В. Докучаєва (1946–1991)
- Фундаментальна бібліотека Харківського державного аграрного університету ім. В. В. Докучаєва (1991–2002)
- Фундаментальна бібліотека Харківського національного аграрного університету ім. В. В. Докучаєва (із 2002 р.)

## Ресурси
Загальна площа бібліотеки становить 3 170 м². Кількість посадкових місць у читальних залах – 368. До послуг користувачів три абонементи (навчальної, наукової, художньої літератури), чотири читальні зали (суспільних наук, періодичних видань, агрономічних знань, рідкісних і цінних видань), зал інформаційних технологій.

### Фонди та колекції

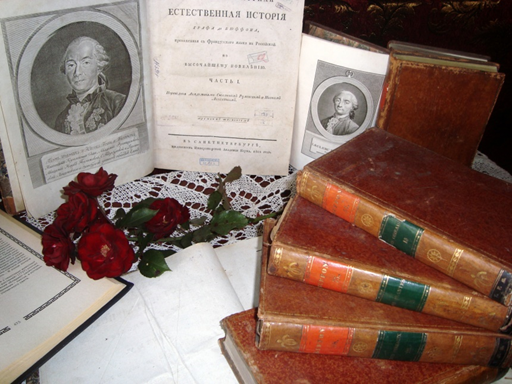
Раритетні друки з фонду ФБ ХНАУ ім. В. В. Докучаєва

До послуг користувачів книгозбірні – понад 600 тис. примірників різногалузевих видань 11-ма мовами світу з усіх питань сільського господарства та природничих наук, із них 484 213 книг, 102 487 періодичних видань, 10 958 неопублікованих документів – (2 283 дисертації, 8 730 авторефератів дисертацій), інших документів – 12 853 од.
Перлинами книжкового фонду бібліотеки є рідкісні і цінні видання (16 315 пр.), серед яких стародруки (31 пр.), рідкісні (191 пр.), дореволюційні (10 487 пр.), цінні (1915 пр.), факсимільні та репринтні видання (276 пр.).
Дослідження, які проводять співробітники бібліотеки, спрямовані на розкриття різноманітних колекцій, виокремлених у фонді рідкісних і цінних видань: книговидавнича колекція (2928 пр.), україніка (1724 пр.), полоніка (158 пр.), «Скрижалі віків» (історія ХНАУ ім. В. В. Докучаєва) (2034 пр.), побутування книг (печатки, автографи, екслібриси, маргіналії – 7689 пр.), краєзнавча колекція (1008 пр.), особисті бібліотеки (577 пр.).
Співробітниками бібліотеки започатковано серію біобібліографічних покажчиків «Вчені ХНАУ ім. В. В. Докучаєва» і серію бібліографічних покажчиків «Книжкові скарби ФБ ХНАУ ім. В. В. Докучаєва». Від 2018 р. виходить календар пам’ятних дат «Видатні науковці-ювіляри та пам’ятні дати Харківського національного аграрного університету ім. В. В. Докучаєва».

### Електронні ресурси
Фундаментальна бібліотека обладнана 19 комп’ютерами, встановлено інтегровану систему для введення, зберігання і пошуку інформації CDS/ISIS; функціонує шість баз даних.
Від 2015 р. ведеться робота з інституційним репозитарієм eKhNAU, який забезпечує  доступ до результатів наукових досліджень, що провадяться в ХНАУ ім. В. В. Докучаєва.
Фундаментальна бібліотека є учасником проєкту eScriptorium, створеного ЦНБ ХНУ ім. В. Н. Каразіна в освітніх і наукових цілях. Електронний архів містить повні електронні версії (або фрагменти) рідкісних видань і рукописів. Станом на вересень 2020 р. у межах проєкту оцифровано і представлено 13 видань з фонду книгозбірні.

## Нагороди та відзнаки
Почесна грамота за високі успіхи в культурно-освітньому та інформаційному обслуговуванні працівників АПК і переможця республіканського огляду-конкурсу бібліотек Держагропрому УРСР (1987)
Диплом «Кращий трудовий колектив» за перше місце серед виробничих підрозділів навчальної, наукової частини і факультету підвищення кваліфікації за підсумками роботи в 1990 р.
Подяка ХДНБ ім. В. Г. Короленка з нагоди 200-річного ювілею та за багаторічну партнерську співпрацю, сприяння розбудові зв’язків з наукою та освітою, високий рівень організації та проведення фестивалів науки, підтримку фестивального руху на Харківщині (2016)
Диплом щорічного регіонального конкурсу «Бібліотекар року» в номінації «За кращий бібліографічний покажчик» («Стародруковані та рідкісні видання ФБ ХНАУ ім. В. В. Докучаєва» із серії «Книжкові скарби бібліотеки» до 200-річного ювілею ХНАУ ім. В. В. Докучаєва) (2016)
Пам’ятною медаллю «100 років Національній науковій сільськогосподарській бібліотеці НААН» нагороджено голову територіального об’єднання сільськогосподарських бібліотек м. Харкова та області С. Довгалюк (2017)

## Адреса
ФБ ХНАУ ім. В. В. Докучаєва:
62483, п/в «Докучаєвське-2»,
навчальне містечко ХНАУ,
Харківський р-н, Харківська обл.

## Виноски
1. ↑  Михайлівна, Голікова Олена; Іванович, Кравцов Анатолій; Іванович, Киричок Ростислав (2011). Історія Харківського національного аграрного університету імені В. В. Докучаєва (other) . Харківський національний аграрний університет ім. В.В. Докучаєва. ISBN 978-966-1643-21-4.
2. ↑  В.к, Пузік; О.м, Голікова; А.і, Кравцов; М.а, Бобро; Т.і, Гопцій; В.к, Горкавий; О.і, Гуторов; В.в, Дегтярьов; М.д, Євтушенко (2016). Докучаєвці. Процитовано 28 січня 2022.
3. ↑  Українська бібліотечна енциклопедія. ube.nlu.org.ua. Процитовано 28 січня 2022.